# Marius Emmerling
Marius Emmerling (ur. w 1967 w Katowicach) – historyk amator, badacz lotnictwa niemieckiego Luftwaffe, z wykształcenia trener piłkarski. Urodzony w Katowicach, od 1982 mieszka w Niemczech . 
Jest autorem książek na temat Luftwaffe w okresie II wojny światowej. We wstępie do swojej książki Luftwaffe nad Polską. Jagdflieger twierdzi, że przez kilkanaście lat zajmował się badaniem działań niemieckiej Luftwaffe, zwłaszcza podczas kampanii wrześniowej, opierając się na materiałach zgromadzonych w niemieckich archiwach . Praca ta doprowadziła go do wydania trzech książek na ten temat w wydawnictwie Armagedon Books. Marius Emmerling publikował na łamach „Aero Journal”, „Militariów XX Wieku”, „Lotnictwa Wojskowego” i „Lotnictwa”. Opublikował w Niemczech 48-stronicową publikację dotyczącą Me 163; była ona następnie wydana w Stanach Zjednoczonych przez wydawnictwo Schiffera. 
Tomasz Kopański we wstępie do monografii Emmerlinga wyraża opinię, że jest to pierwsza pozycja opisująca całościowo działania niemieckiego lotnictwa w Polsce .

## Poglądy Mariusa Emmerlinga na temat lotnictwa
Emmerling nie zgadza się z licznymi opiniami historyków polskich o zadaniu podczas kampanii wrześniowej przeciwnikowi ogromnych - niewspółmiernych do polskich możliwości - strat; uwaga ta dotyczy zwłaszcza działalności polskiego lotnictwa. Według Jerzego Gotowały Luftwaffe utraciła 285 samolotów w walkach powietrznych, a 279 z innych przyczyn; według Jerzego Pawlaka zniszczono 160 samolotów (147 w walkach powietrznych), a ponadto Niemcy zezłomowali 70% spośród tych, które zdołano uszkodzić; Adam Kurowski podaje 129 pewnych zestrzeleń w walkach powietrznych; Jerzy Bogdan Cynk pierwszy podjął się weryfikacji "pewnych zestrzeleń", co skutkowało obniżeniem liczby zwycięstw powietrznych do 100. Głównym problemem pozostawało ograniczanie się głównie do polskich źródeł:

Nasi lotnicy walczyli z „jakimiś” messerschmittami czy heinklami; a nie z Bf 109 z I./JG 21 czy też Bf 110 z I./ZG76. Rzeczywistych strat Niemców nie można było zweryfikować. Naturalnie więc rosły „konta zwycięstw” naszych najlepszych myśliwców

Emmerling jest odmiennego zdania co do zadanych strat, bowiem przytłaczająca większość z nich nie ma żadnego potwierdzenia w źródłach niemieckich; według nich polskie myśliwce strąciły 50 maszyn, a całkowite bezpowrotne straty wyniosły 247 samolotów. Zdaniem Emmerlinga polskie lotnictwo wojskowe nie miało dla OKL żadnego znaczenia (tylko 30% myśliwców wzięło udział w kampanii wrześniowej – reszta chroniła zachodniej części kraju), a głównym problemem pozostawała pogoda, zmiany zakwaterowania (zasięg samolotów) oraz w kilku miejscach artyleria przeciwlotnicza. Już w drugim tygodniu dla bombowców taktycznych zabrakło celów do atakowania, a wiele jednostek myśliwskich nigdy nie spotkało polskiego samolotu.

## Życie prywatne
Wraz z żoną Grażyną mają dwóch synów: Timo i Arthura .